# Boeing RC-135

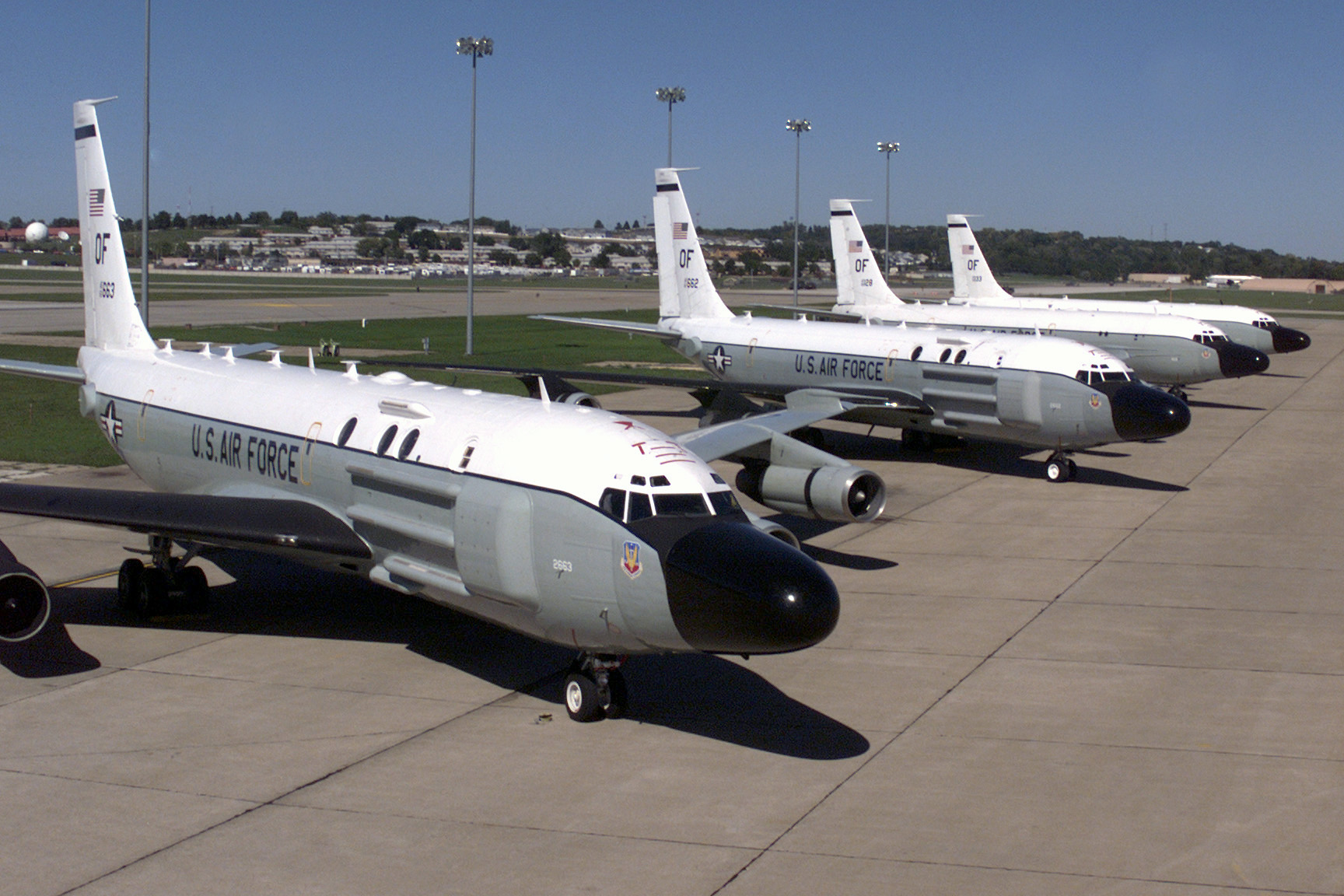
RC-135 Cobra Ball

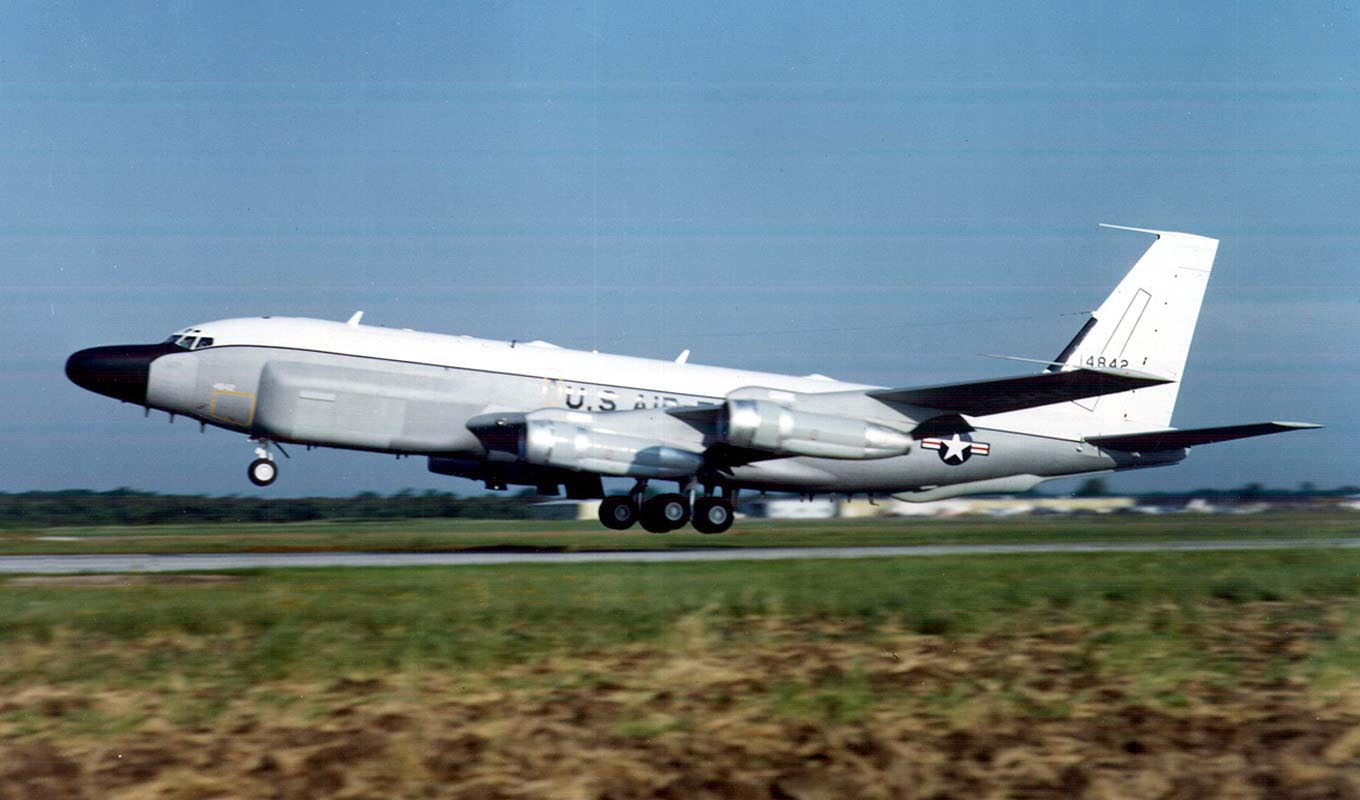
Boeing RC-135V Rivet Joint.jpg

La Boeing RC-135 è una famiglia di aerei da ricognizione quadrigetto ad ala bassa a freccia prodotta dall'azienda statunitense Boeing dagli anni sessanta.
Basata sulla cellula del C-135 Stratolifter da trasporto tattico, l'RC-135 è stato realizzato in numerose versioni specializzate, ognuna con un compito specifico, utilizzati tuttora dalla statunitense United States Air Force.

## Storia
Il velivolo è un C-135 ampiamente modificato, con a bordo sensori che permettono di rilevare, identificare e georeferenziare segnali in tutto lo spettro elettromagnetico. L'equipaggio può in seguito trasmettere le informazioni raccolte in una varietà di formati ad una vasta gamma di utilizzatori attraverso i sistemi di comunicazione crittografati a disposizione.
Nel 2005, la flotta di RC-135 ha completato una serie di interventi di aggiornamento significativi alla cellula, ai sistemi di navigazione e all'impianto motori che sono stati cambiati dai precedenti Pratt & Whitney TF-33 ai nuovi CFM International CFM56 (F-108), gli stessi motori utilizzati dal KC-135R e T Stratotanker. L'aggiornamento ha interessato anche la strumentazione e i sistemi di navigazione a disposizione dei piloti. Gli indicatori, in precedenza di tipo analogico, sono stati sostituiti da un sistema integrato che utilizza una architettura digitale secondo lo standard AMP (glass cockpit).
Gli attuali RC-135 sono l'ultima evoluzione dell'originale gruppo di aeromobili che risalgono ai primi anni sessanta. Inizialmente impiegati dallo Strategic Air Command per la ricognizione, gli RC-135 da quando sono diventati operativi sono sempre stati impiegati in tutti i conflitti armati che hanno interessato gli Stati Uniti. Sono stati impiegati durante la Guerra del Vietnam, l'operazione Eldorado Canyon nel Mediterraneo, l'operazione Urgent Fury a Grenada, l'invasione statunitense di Panama del 1989, le operazioni nei Balcani nel corso dell'operazione Deliberate Force e Allied Force. Sono stati utilizzati anche nei recenti conflitti in Asia nel corso delle operazioni Desert Shield, Desert Storm, Enduring Freedom e Iraqi Freedom. Gli RC-135 hanno mantenuto una presenza costante in medio oriente a partire dai primi anni novanta.
Gli aerei sono stati assegnati dal 1992 al 55th Wing dell'Air Combat Command di base sulla Offutt Air Force Base nel Nebraska, con sedi operative in tutto il mondo. Il 55th Wing gestisce 22 piattaforme in tre varianti: tre Cobra Ball, due Combat Sent e 17 Rivet Joint.
Il Ministero della Difesa britannico fece richiesta al governo degli Stati Uniti per l'acquisto di 3 RC-135V/W per la Royal Air Force nel 2003. 
Nel 2003 fu lanciato il  Project Helix, e l'obiettivo era quello di studiare le opzioni per estendere la durata di servizio dei Nimrod R1 di due decenni. Non è stato fino al 2008 che Rivet Joint è stato preso in seria considerazione. Il progetto Helix divenne Project Airseeker, sotto il quale tre aerei KC-135 furono convertiti in standard RC-135W.
Il primo RC-135W è stato consegnato in anticipo rispetto alla pianificazione RAF nel novembre 2013, mentre l'ultimo è stato consegnato a giugno 2017.

## Utilizzatori
Arabia Saudita
- Al-Quwwat al-Jawwiyya al-Sa'udiyya

Si ritiene che i sauditi abbiano modificato fino a tre delle loro aerocisterna/cargo KE-3A in aerei SIGINT RC-135 Rivet Joint, ridesignandone 2 RE-3A Tactical Airborne Surveillance System (TASS), ed 1 RE-3B RE-3B Improved Tactical Airborne Surveillance System RE-3B (ITASS). Tutti in servizio al giugno 2022.
 Regno Unito
- Royal Air Force

3 esemplari RC-135W Airseeker ordinati, tutti consegnati ed in servizio al febbraio 2021.
 Stati Uniti
- United States Air Force

17 RC-135V/W Rivet Joint, 2 RC-135U Combat Sent e 3 RC-135S Cobra Ball in servizio al giugno 2019.